# Recita dell'attore Attilio Vecchiatto nel teatro di Rio Saliceto
Recita dell'attore Vecchiatto nel teatro di Rio Saliceto è un testo teatrale scritto da Gianni Celati e pubblicato nel 1996 per la casa editrice Feltrinelli. Il libro contiene anche 57 sonetti attribuiti a Vecchiatto.
Celati trascrive l'ultima recita del grande attore Attilio Vecchiatto, nato a Venezia ed emigrato in Argentina con la moglie Carlotta, sua partner nelle rappresentazioni shakespeariane che la coppia ha recitato nei più grandi teatri del mondo.
La pièce è stata prodotta dal Teatro stabile del Veneto Carlo Goldoni con la regia di Michela Zaccaria nella stagione teatrale 1998-99: Mario Scaccia interpretava Attilio Vecchiatto e Marisa Belli (che sostituiva Anita Laurenzi, scomparsa nel '98) recitava nei panni di Carlotta.
Una lettura scenica tratta dalla pièce teatrale (A proposito dell'attore Vecchiatto) è stata presentata al Festival della Mente di Sarzana nel 2010 e ai Teatri di Vita di Bologna nel 2013 da Gianni Celati e Nunzia Palmieri.
Nel 2009 Celati ha pubblicato a nome di Attilio Vecchiatto, con interventi di Enrico De Vivo, altri sonetti dal titolo Sonetti del Badalucco nell'Italia odierna (Feltrinelli).

## Edizioni
- Recita dell'attore Attilio Vecchiatto nel teatro di Rio Saliceto, Milano: Feltrinelli, 1996; n. ed. 2014

## Traduzioni
- (FR)  Dernière représentation de l'acteur Vecchiatto au théâtre de Rio Saliceto, trad. di Caroline Chaniolleau, Paris: Éditions de quatre-vents, 1999